# Воскресенский собор (Семей)
Воскресенский собор — кафедральный собор Русской православной церкви (РПЦ) в Семее (Семипалатинске) в Казахстане, построенный в 1857—1860 годах по проекту архитектора Александра Болботова. Единственный дореволюционный приходской храм, сохранившийся в городе, памятник градостроительства и архитектуры местного значения.

## История
Собор был построен по ходатайству отставного урядника Митрофана Егоровича Казакова, решившего построить на свои средства казачьей станице (ныне — часть города) каменный храм во имя Воскресения Христова и снабдить его необходимой утварью. 25 августа 1856 года Томская строительная комиссия постановила начать строительство, а 31 марта 1857 года собор был заложен протоиереем Павлом Любомудровым. 10 июля 1860 года состоялось освящение нового собора, который представлял собой каменное здание с двухъярусной колокольней, на которой было шесть колоколов: пять во втором ярусе, и один, самый тяжелый — в первом. Он весил 81 пуд, а общий вес колоколов составлял 350 пудов. Три престола храма были посвящены архистратигу Михаилу (левый), архиепископу Митрофану, Воронежскому чудотворцу (правый), и Воскресению Христову (главный).

## Революция и закрытие храма
В 1922 году из храма в соответствии с постановлением ВЦИК «Об изъятии церковных ценностей для реализации на помощь голодающим» была изъята утварь и убранство — все предметы, содержащие драгоценные металлы и камни. Зданием собора последовательно владели общины раскольников-григорьевцев и верующих канонической церкви. К середине 1930-х годов он остался единственным храмом, в котором совершали богослужения архиереев Семипалатинской и Павлодарской епархии, оставшиеся верными патриарху Тихону, получив, таким образом, статус кафедрального. Кроме того, в него передавалось имущество из других закрытых в Семипалатинске храмов. После ареста и расстрела архиепископа Александра (Щукина) и местного духовенства в 1937 году постоянные богослужения в соборе были прекращены к 1938 году, но иногда в храме служили ссыльные священники. Планы разрушения собора были сорваны началом Великой Отечественной войны.

## Возврат верующим
Собор, который не успели снести до войны, был возвращен верующим в 1944 году. Он начал функционировать 16 апреля, а 13 марта следующего года в город прибыл настоятель собора протоиерейБорис Григорьевич Мартынов. В 1944—1945 годах пришедшее в запустение здание восстанавливалось, а прихожане сумели собрать до 100 тыс. рублей на ремонт, 80 тыс. рублей в фонд обороны и около 25 тыс. — в помощь семьям бойцов РККА.
С 1993 года при соборе функционирует воскресная школа. В соборе также хранится чудотворная икона Божией Матери Знаменско-Абалакская, перенесенная из разрушенного в 1919 году женского монастыря на Святом Ключе неподалеку от города. В 1998 году для собора было отлито девять новых колоколов разного веса, взамен утраченных в 1930-е годы. В 2000-е годы собор прошёл капитальный ремонт.